# Sistema semplice comprimibile
Un sistema termodinamico è detto sistema semplice comprimibile se possono essere trascurati, come accade per la maggior parte dei problemi ingegneristici, i vari fenomeni esterni e interagenti con esso.
In particolare, in un sistema semplice devono essere pressoché nulli i fenomeni elettrici, magnetici, gravitazionali, chimico-nucleari, di moto e di tensione superficiale.